# Liriomyza patagonica
Liriomyza patagonica är en tvåvingeart som beskrevs av Malloch 1934. Liriomyza patagonica ingår i släktet Liriomyza och familjen minerarflugor. Inga underarter finns listade i Catalogue of Life.